# Ebru Gündeş
Ebru Gündeş (Istanboel, 12 oktober 1974) is een Turkse zangeres die vooral arabeskpop zingt.
Ze werd ontdekt toen ze in de textielindustrie werkte. De zangeres heeft in korte tijd twee albums uitgebracht, bij de platenmaatschappij Marş Müzik in Istanboel.
Ze was jurylid bij Popstar ala Turka, een Turkse zangwedstrijd op de zender Star TV.

## Discografie
- Tanri Misafiri (1992)
- Tatlı Bela (1994)
- Ben Daha Büyümedim (1995)
- Kurtlar Sofrası (1996)
- Sen Allah’ın Bir Lütfusun (1998)
- Dön Ne Olur (2000)
- Klasikler (2000)
- Hayat, kadere inat seni sil baştan yaşayacağım (2001)
- Şahane (2003)
- Bizede Bu Yakışır (2004)
- Beyaz (2011)
- 13,5 (2012)
- Gönlümün efendisi (2013)
- Söyleyin (2014)
- Kızıl , Mavi (2014)
- Aynı aşklar (2015)
- Araftayım (2015)
- Nerdeydin (2015)